# نتربیتسه (ناحیه نیمبورک)
نتربیتسه (به چکی: Netřebice) یک منطقهٔ مسکونی در جمهوری چک است که در ناحیه نیمبورک واقع شده‌است. نتربیتسه ۵٫۵۹ کیلومتر مربع مساحت و ۲۱۴ نفر جمعیت دارد.